# Grand Cornier
Grand Cornier (3962 m n. m.) je hora ve Walliských Alpách ve Švýcarsku. Nachází se na hranicích mezi obcemi Anniviers a Evolène na území kantonu Valais. Na jihu sousedí s vrcholem Dent Blanche (4357 m), který je oddělen sedlem Col de la Dent Blanche (3531 m). Na severu hřeben pokračuje k vedlejšímu vrcholu 3845 m, kde se dělí na dvě větve. První pokračuje k severu přes zubatý hřeben Bouquetins k vrcholu Pigne de la Lé (3396 m). Druhá pokračuje na severozápad přes sedlo Col de Bricola (3599 m) k vrcholu Pointe de Bricola (3658 m). Na severozápadních svazích hory se rozkládá ledovec Glacier de Moiry, na severovýchodních Glacier des Bouquetins, na jihovýchodních Glacier du Grand Cornier, na jihozápadních Glacier de la Dent Blanche a na západních Glacier de Bricola. Ledovce Glacier du Grand Cornier a Glacier des Bouquetins ústí v dolní části do ledovce Glacier de Zinal. Jako první vystoupili na vrchol 16. července 1865 Edward Whymper, Christian Almer, Michel Croz a Franz Biner. Nejsnazší výstupová cesta na vrchol vede severozápadním hřebenem od chaty Cabane de Moiry (obtížnost II).